# Missa papae Marcelli
La Missa papae Marcelli (Messa di papa Marcello) è una messa polifonica di Giovanni Pierluigi da Palestrina, composta in omaggio a papa Marcello II, che regnò per sole tre settimane nel 1555. Scritta probabilmente nel 1562 a Roma, fu pubblicata nel 1567. 
È la messa più celebre ed eseguita di Palestrina, nonché una delle più importanti e conosciute di tutto il Rinascimento.  Era uso cantarla, in epoca preconciliare, durante il rito dell'incoronazione papale.

## Storia

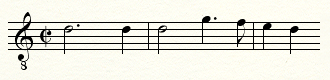
Il tema principale presentato all'inizio del Kyrie

Fra gli autori di musica sacra rinascimentale, Palestrina fu molto prolifico: scrisse infatti ben 104 messe, mettendo in musica il testo liturgico, così come fecero altri compositori suoi contemporanei. Utilizzando così tante volte lo stesso testo fu inevitabile che protagonista della composizione diventasse non più l'insieme delle parole bensì il tessuto sonoro legato alle stesse; i temi, seguendo ogni volta uno schema ritmico verbale che offriva nuove possibilità, venivano elaborati e variati. Le parole, in tal modo, anche se nella liturgia avrebbero dovuto ricoprire la massima importanza, erano rese inintelligibili.
Nel 1555 fu eletto papa il cardinale Marcello Cervini con il nome di Marcello II. Il 12 aprile (Venerdì Santo) si tenne la cerimonia per l'elezione, durante la quale i musicisti, tra i quali Palestrina, ritennero di dover sfoggiare il repertorio più sfavillante, nell'intento di fare buona impressione sul nuovo papa, ma ottenendo invece l'effetto contrario: il pontefice rimproverò infatti ai cantori l'aver cantato con letizia ed in modo ampolloso il giorno della passione di Cristo, e che i canti avrebbero dovuto ricordare la passione ed essere comprensibili. Marcello II con le parole "audiri atque percipi" mosse quindi un secco rimprovero ai musicisti e i cantori papali della Cappella Sistina si resero conto dell'incomprensibilità di quanto da loro cantato.
La preoccupazione del clero cattolico non era però limitata a questo. Da tempo ormai la polifonia sacra cinquecentesca utilizzava anche temi tratti da canzoni profane che ben poco avevano a che vedere con la santità del rito cattolico.  Durante il concilio di Trento, a cui partecipò ancora in veste cardinalizia il futuro papa Marcello II, fra i molti temi trattati, fu toccata anche la questione della musica sacra. Alcuni vescovi pensarono di riportare il canto liturgico all'esclusiva monodia gregoriana, attraverso la quale si riteneva che il testo sarebbe stato più comprensibile, e affidarono questo compito a Palestrina e a Annibale Zoilo; fortunatamente la proposta non ebbe seguito, in quanto sarebbe stata una risoluzione antistorica. Le direttive furono comunque chiare: il verbo di Dio andava rispettato in quanto sacro, per cui erano banditi testi profani e le parole dovevano essere comprensibili dai fedeli. La genesi della messa dedicata al pontefice sembrerebbe dunque legata a tale richiamo, ma il fatto che Palestrina, colpito dalle parole del papa, avesse subito scritto una messa nuova di zecca, è soltanto una leggenda, raccontata in seguito anche dal musicista Giuseppe Baini.
In realtà la Missa papae Marcelli avrebbe invece contribuito a convincere il concilio che polifonia e comprensibilità del testo erano conciliabili. Risulta infatti che il 28 aprile 1565 alcuni cantori della Cappella pontificia furono convocati in casa del cardinale Vitellozzo Vitelli per eseguire alcune messe, al fine di verificarne la comprensibilità delle parole. Quali e quante messe furono effettivamente eseguite non è noto; si sa comunque che in un documento dell'archivio della Cappella Pontificia risulta che tra le Messe eseguite in quella circostanza ce ne furono due di Palestrina, la Missa Benedicta es e la Missa papae Marcelli.
Non vi è una datazione certa sulla composizione; si pensa che sia stata scritta da Palestrina verso il 1562 quando fu copiata in un manoscritto conservato nella basilica di Santa Maria Maggiore a Roma. La messa fu pubblicata 13 anni dopo la morte del papa e sarebbe stata dedicata a Filippo II di Spagna, presso la cui corte Palestrina sperava di essere assunto. Anche il titolo lo confermerebbe: infatti non è la messa per papa Marcello, ma la messa di papa Marcello, ovvero la messa come avrebbe dovuto essere cantata secondo i dettami di quel pontefice.

## Struttura e analisi
Nella musica sacra, per il rito cattolico, la Messa è costituita dalle sei parti che costituiscono l'ordinario della Messa, comuni a tutte le celebrazioni liturgiche. Nella Missa papae Marcelli dopo Kyrie, Gloria, Credo, Sanctus e Benedictus, l'Agnus Dei viene diviso in due parti per motivi di scrittura vocale. La Messa è stata composta per un coro a sei voci: soprano, contralto, due tenori e due bassi; alcune parti presentano, però, come era usuale all'epoca, un organico differente. Nel Credo la sezione che prende avvio con Crucifixus e il Benedictus prevede quattro voci, nel primo comprendendo solo un tenore e un basso, nel secondo eliminando le due parti di basso. Nell'Agnus Dei II la scrittura diventa per sette voci: due soprani, due contralti, un tenore, due bassi.
Con la sua opera Palestrina inaugurò un "nuovo stile" nella composizione della Messa che si riallaccia in gran parte al canto semplice con la sua nitidezza nelle linee vocali. Lo stile della scrittura è libero e non ha nessun legame col cantus firmus: le linee melodiche sono infatti frutto dell'originalità del compositore e presentano grande chiarezza espressiva. L'impasto dei diversi timbri vocali è gestito dal musicista con grande maestria, ottenendo risultati tali da poter essere paragonati a una vera orchestrazione.
Nel comporre la sua Messa Palestrina riuscì ad allinearsi perfettamente a ciò che il Concilio aveva richiesto e lo fece da esperto musicista: le parole realizzavano il suono e, più che essere intese nel loro precipuo significato, venivano arricchite musicalmente di espressione e rilievo. Come ha scritto il musicologo Paccagnella, l'indicazione "audiri atque percipi" non fu interpretata dal compositore come un porre la musica in posizione subordinata rispetto alle parole, ma come utilizzo del testo in modo tale da far risultare, con la musica, tutte le implicazioni di significato e di sentimenti proposti. Palestrina riuscì a raggiungere i suoi obiettivi con un mirato processo di semplificazione; l'essenzialità del suo linguaggio musicale ha avuto come risultato la massima intelligibilità del testo sacro. Effetti contrappuntistici sono tuttavia presenti, ma solo quando veramente necessari e sempre sottoposti alla trasparenza del discorso polifonico. 
Lo stile adoperato è essenzialmente omoritmico e sillabico; solo nelle cadenze delle parti finali vi sono sovrapposizioni di note; in linea di massima Palestrina ha utilizzato blocchi di accordi che rendono il testo comunque comprensibile, come è ad esempio nella parte iniziale del Gloria. Il modo di cui il musicista si è servito è l'ipomisolidio, vale a dire l'ottavo modo del canto gregoriano che presenta molte analogie con il più noto Do maggiore che conferisce alla composizione grande chiarezza e solarità.

## Rielaborazioni recenti
Il compositore Matthew Bellamy, frontman del gruppo Muse, ha rielaborato il Sanctus e il Benedictus nella canzone Drones, tratta dall'omonimo album. Il libretto del CD dice: "[La canzone] è basata su Sanctus e Benedictus, [brani] composti da Giovanni Pierluigi da Palestrina, riarrangiata (e con testo aggiunto) da Matthew Bellamy".